# Discord Times
Discord Times (рос. Времена Раздора) — тактична рольова відеогра 2004 року, дебютний проєкт білоруського розробника Aterdux Entertainment. Гра була випущена розробниками 25 серпня 2004 року, у 2007 році її перевидав Alawar Entertainment. Після виходу отримала змішані відгуки в ігровій пресі.

## Сюжет
Дія гри розгортається в середньовічному королівстві, де гравець виступає від імені мандрівного дворянина.

## Ігровий процес
На ігровій карті в реальному часі, окрім героя, пересуваються і діють загони інших селян, нежиті, розбійників і феодалів.
Основними джерелами доходу є замок (де також можна відновити здоров'я і наймати воїнів) і села (щодня виплачують подать грошима і ресурсами, або бонусними предметами). Рекрутувати солдатів можна в замках, містах і монастирях, у кожному з яких можна найняти тільки певний їхній вид. Крім воїнів, у бою можуть узяти участь сам герой (тип якого гравець може вибрати з трьох варіантів: архімаг, лицар, слідопит) і його супутники.
Воїни під час боїв отримують досвід і нові рівні, які визначає гравець за допомогою обраного ним шляху розвитку. Класи мають різні навички та можливості. У грі існує кілька видів предметів, якими можуть користуватися герої або юніти: броня, зброя, зілля та артефакти. У грі також присутня магія.
Бої розгортаються на полі з 24 клітин. У загоні героя може бути до 12 персонажів, які шикуються у дві лінії.

### Режими гри
Гравцеві доступні такі ігрові кампанії та сценарії:
- Раменське королівство
- Тиха пристань
- Прокляте озеро
- Казка мандрів
- Гирло Трейна
- Інший берег

## Розробка
Робота над Discord Times почалася 2002 року, коли Миколою Армоніком і Денисом Ломако було створено ігрову студію Aterdux Entertainment. Спочатку планувалося зробити невелику shareware-стратегію, але в процесі в ній почали з'являтися нові елементи. При створенні гри розробники надихалися Disciples 2, у роботі їм допомагали Дмитро Гончаров і Віктор Армонік, які надалі приєдналися до команди.
У 2010-х роках гра отримала редактор сценаріїв.
У грудні 2022 року в Дискорд-спільноті Discord Times розробники — Денис Ломако та Микола Армонік — заявили про створення Steam-версії гри з підтримкою роботи на нових версіях операційних систем Windows, поліпшеною підтримкою фанатських мап і модів, виправленням баґів.

### Випуск
У 2004 році Aterdux Entertainment самостійно випустила гру, у 2007 році її перевидала компанія Alawar Entertainment. Гра не виправдала фінансових очікувань розробників і не здобула великої популярності.

## Сприйняття

### Огляди
Видання Gametech негативно поставилося до гри, розкритикувавши її графіку, ігровий процес і сюжет.
Редакція CNET поставила Discord Times 4 бали з 5 можливих, відзначивши захопливий ігровий процес і барвистість самої гри.

## Спадщина
У 2015 році вийшла гра Legends of Eisenwald, що створювалася з 2010 року, яку в Aterdux Entertainment вважали еволюцією та ідейним продовженням Discord Times.